# Шленники
Шленники — деревня в составе Мурашинского района Кировской области. 

## География
Находится на расстоянии примерно 15 километров по прямой на юг от районного центра города Мураши.

## История
Известна с 1802 года, когда в ней (на тот момент деревня Афонинская) было учтено 6 жителей мужского пола. В 1873 году учтено было дворов 8 и жителей 64, в 1905 22 и 184, в 1926 28 и 171, в 1950 24 и 66 соответственно, в 1989 167 жителей. До 2021 года входила в Мурашинское городское поселение Мурашинского района, ныне непосредственно в составе Мурашинского района.

## Население
Постоянное население  составляло 122 человека (русские 85%) в 2002 году, 64 в 2010.